# Trail Tales: Autumn Edition
Trail Tales: Autumn Edition ist ein Schweizer Kurzfilm über zwei Läufer, die in einer eindrücklichen Kulisse zusammen laufen. Die Sportdokumentation wurde an mehreren internationalen Filmfestivals nominiert und ausgezeichnet.

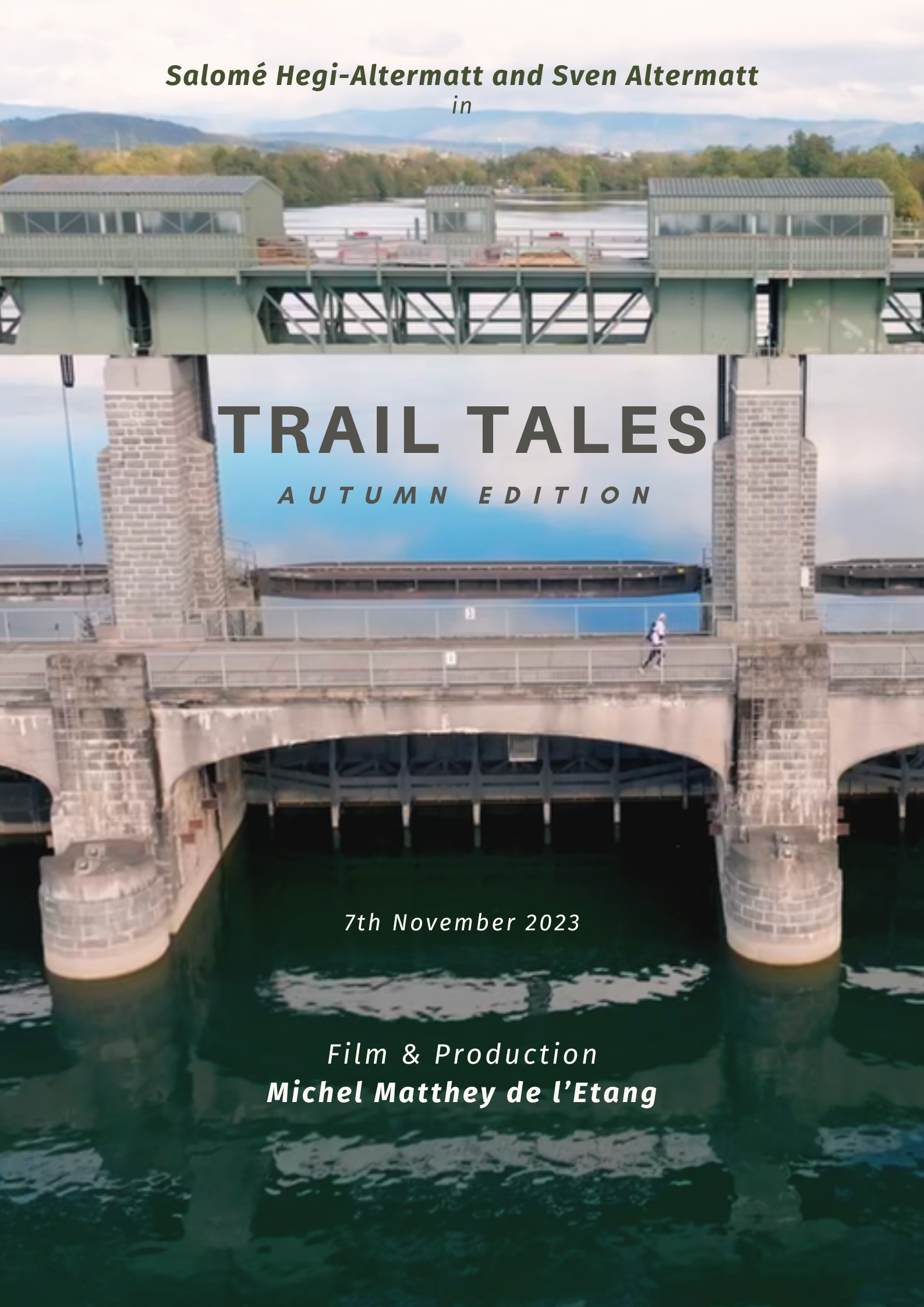
Das Filmposter von Trail Tales: Autumn Edition

## Handlung
Mitten im Herbst, wenn die Blätter fallen, erkundet ein Paar in Laufschuhen die Landschaft in den Farben Gold, Rotbraun und Bernstein. Bei jedem Schritt ertönt das Echo der rustikalen Industrie, ein Rhythmus aus Natur und Maschinerie. «Trail Märchen: Herbst Edition» fängt die Verschmelzung von jahreszeitlicher Schönheit und urbaner Lebendigkeit ein, während die Läufer malerische Pfade, Uferwege und Industriekorridore durchqueren und eine fesselnde Choreografie zwischen der Ruhe der Natur und dem Puls der Industrie schaffen.

## Produktion
Der gesamte Kurzfilm wurde in der Region um Basel produziert. Gedreht wurde in den Orten Augst (BL) und Birsfelden (BL). Der Regisseur, Michel Matthey de l’Etang, ist professioneller Fotograf und Filmemacher. Die beiden Hauptprotagonisten sind professionelle Triathleten aus Basel.

## Auszeichnungen
- Monza Film Fest Dezember 2023: Filmpreis für „Best Sport/Inspirational“[2]
- Portugal Indie Film Awards Dezember 2023: Filmpreis in der Kategorie „Best Green/Environmental“[3]
- Couch Film Festival Winter Edition 2023: Nominierung in der Kategorie „Best Director“[4]
- Sweden Film Awards Dezember 2023: Finalist als beste „Super Short Documentary“[5]